# 1967 au Nouveau-Brunswick
Chronologie du Nouveau-Brunswick
- 1963
- 1964
- 1965
- 1966
- 1967
- 1968
- 1969
- 1970
- 1971

Cette page concerne des événements d'actualité qui se sont produits durant l'année 1967 dans la province canadienne du Nouveau-Brunswick.

## Événements
- Création du Ministère des Transports du Nouveau-Brunswick.
- 6 février : le progressiste-conservateur Joseph Charles Van Horne remporte l'élection partielle de Restigouche à la suite de la mort de Georges Dumont le 4 juillet 1966.
- 23 octobre : 46e élection générale néo-brunswickoise.

## Naissances
- 18 mars : Danny Boudreau, chanteur, compositeur et guitariste.
- 23 avril : Rhéal Cormier, joueur de baseball.
- 14 décembre : Dominic LeBlanc, député.

## Décès
- 26 mai : Joseph-Enoïl Michaud, maire d'Edmundston et député.
- 7 décembre : Alfred Johnson Brooks, député, ministre et sénateur.